# Simulacala
Simulacala is een geslacht van haften (Ephemeroptera) uit de familie Leptophlebiidae.

## Soorten
Het geslacht Simulacala omvat de volgende soorten:
- Simulacala massula
- Simulacala milleti
- Simulacala notialis